# Pourquoi pas?
La Pourquoi pas? è, secondo la terminologia francese, una nave d'esplorazione profonda (in francese: Navire d'Exploration Profonde - NEP). La nave ha la qualifica di nave civile e non militare e il suo equipaggio è costituito da personale civile della Genavir. L'hull classification symbol è AGOR in inglese Oceanographic Research Ship. La nave opera per l'Institut français de recherche pour l'exploitation de la mer (Ifremer), l'istituto francese di ricerca per l'esplorazione del mare, e del Service hydrographique et océanographique de la Marine (SHOM), il servizio idrografico e oceanografico della Marina. La nave porta il nome di Pourquoi Pas?, nome di 4 navi d'esplorazione polare del comandante Charcot (1867–1936), medico, navigatore, esploratore ed oceanografo francese.

## Storia

### Costruzione
In vista della sostituzione delle due navi oceanografiche – L'Espérance (A 756) e la D'Entrecasteaux (P 674) – la Marine nationale e lo SHOM preparano il programma Bâtiments Hydrographiques et Océanographiques (BHO).

La Marine nationale e l'Ifremer si accordano per la realizzazione di due navi idrografiche e oceanografiche e il 17 luglio 2000 è siglato il partenariato tra la Marine e l'Ifremer. Questo partenariato prevede la realizzazione di due navi:
- una nave militare, la BHO Beautemps-Beaupré, finanziata al 95% dalla Marine e al 5% dall'Ifremer e utilizzata dallo SHOM per 300 giorni all'anno e dall'Ifremer per 10 giorni all'anno, e
- una nave civile, la NEP Pourquoi pas?, finanziata al 45% dalla Marine e al 55% dall'Ifremer e utilizzata dallo SHOM per 150 giorni all'anno e dall'Ifremer per 180 giorni all'anno.

### Missioni
Le sue principali missioni, sia costiere che d'altura, portano sull'idrografia, la scienza della terra e l'oceanografia fisica, chimica e biologica.
La Pourquoi pas? utilizza i sommergibili d'esplorazione AUV Nautile (pilotato, immersione a 6.000 metri) e ROV Victor 6000 (pilotato a distanza, portata 8.000 metri e immersione 6.000 metri).
- Idrografia d'altura e costiera con l'utilizzo di vedette idrografiche;
- Cartografia sottomarina grazie a sonde e caratterizzazione del sottosuolo (sismicità, gravimetria, magnetismo);
- Esplorazione delle colonne d'acqua e delle correnti marine;
- Studio multi scala dei processi fisici, biologici o geologici;
- Ricognizione dei siti con mezzi acustici, uso di sistemi acustici rimorchiati (Système Acoustique Remorqué - SAR), ROV teleguidati Victor 6000 o AUV autonomi Nautile, posizionamento sul fondale con cavo del penetrometro Penfeld;
- Prelevamento e analisi di campioni d'acqua, di materie viventi, di sedimenti o di rocce;
- Uso del sistema di assistenza ai sottomarini in difficoltà, scafandro Newsuit della Marine.

## Descrizione

### Equipaggiamenti elettronici
- Sistema di trasmissioni per satellite Inmarsat
- 2 radar Kongsberg ARPA
- Sonde multi fasce grandi e piccoli fondali Renson e altri equipaggiamenti scientifici posti sotto lo scafo in un carenage a forma di T (13x9m) chiamato gondole
- Sistema di trasmissioni delle informazioni SDIV
- Sistema di posizionamento dinamico

### Equipaggiamenti
- Parte posteriore di 500 m² (25x20) con una gru a portale da 22 tonnellate
- 3 gru a portale laterali
  - 1 braccio écrémeur di 12 metri (aggiunto nel dicembre 2003)
  - 1 gru da 15 tonnellate
  - 1 gru da 8 tonnellate
- 2 cannoni ad acqua
- 1 o 2 vedette idrografiche Fassmer
- 950 m² di locali scientifici (4 sale di trattamento e 3 laboratori)
- Posto riservato per una piattaforma per elicotteri a prua
- 2 AUV/ROV Nautile e Victor 6000